# 神奈川県立高浜高等学校
神奈川県立高浜高等学校（かながわけんりつ たかはまこうとうがっこう）は、神奈川県平塚市に所在する公立の高等学校。

## 設置学科
- 普通科

## 沿革
- 1934年 - 平塚市立実科高等女学校として開校。
- 1943年 - 平塚市立高等女学校と改称。
- 1948年 - 平塚市立高浜高等学校となる。
- 1950年 - 男女共学化。
- 1953年 - 女子のみの入学となる。
- 1959年 - 神奈川県に移管、神奈川県立高浜高等学校となる。
- 1993年 - 再び男子生徒の受け入れを開始。
- 2017年4月 - 福祉教養コースの生徒募集を停止し、コース制を解消。
- 2020年 - 神奈川県立平塚商業高等学校定時制と統合し、学年制による全日制に加え、定時制を併置。

## 部活動
運動部・・・ソフトボール部　バスケットボール部　サッカー部　弓道部　野球部　卓球部　バレーボール部　陸上部　ダンス部　テニス部　水泳部  ソフトテニス部
文化部・・・手話コミュニケーション部　吹奏楽部　コーラス部　写真部　演劇部　美術部　JRC部　軽音部　調理部　書道部　茶道部　IT部  文楽部
過去に存在した部活・・・歴史部、新聞部、放送演劇部（演劇部に移行）、青色えんぴつ同好会

## 著名な教員
武田祐吉 - 大正・昭和期の日本の国文学者（上代文学）。國學院大學教授を歴任。日本学士院賞受賞。
内田哲夫 - 小田原藩研究者。著作に「小田原藩の研究」など。

## 所在地
- 神奈川県平塚市高浜台8-1

## 交通
- JR東海道線(上野東京ライン・湘南新宿ライン)平塚駅南口 徒歩13分